# Liste der Baudenkmäler in Wiedergeltingen
Auf dieser Seite sind die Baudenkmäler in der schwäbischen Gemeinde Wiedergeltingen zusammengestellt. Diese Tabelle ist eine Teilliste der Liste der Baudenkmäler in Bayern. Grundlage ist die Bayerische Denkmalliste, die auf Basis des Bayerischen Denkmalschutzgesetzes vom 1. Oktober 1973 erstmals erstellt wurde und seither durch das Bayerische Landesamt für Denkmalpflege geführt wird. Die folgenden Angaben ersetzen nicht die rechtsverbindliche Auskunft der Denkmalschutzbehörde.

## Baudenkmäler nach Ortsteilen

### Wiedergeltingen
| Lage                             | Objekt                               | Beschreibung | Akten-Nr.    | Bild                              |
| -------------------------------- | ------------------------------------ | --- | ------------ | --------------------------------- |
| Kellerweg (Standort)             | Bildstock                            | schlichter Satteldachbau des späten 19. Jahrhunderts, mit Kerkerheiland, gefaßte Holzfigur Mitte 18. Jahrhundert | D-7-78-216-2 | Bildstock                         |
| Kellerweg (Standort)             | Kriegerdenkmal                       | quadratischer Sockel mit pyramidalem Aufsatz, Sandstein, nach 1871 | D-7-78-216-1 | Kriegerdenkmal                    |
| Kirchenstraße 8 (Standort)       | Katholische Pfarrkirche St. Nikolaus | flachgedeckter Saalbau mit eingezogenem Chor unter Stichkappentonne, nördlicher Satteldachturm, Turm 14. Jahrhundert, Chor spätgotisch, Langhaus um 1700, Erweiterung nach Plan von Michael Kurz 1921; mit Ausstattung | D-7-78-216-3 | weitere Bilder                    |
| Mindelheimer Straße 1 (Standort) | Gasthaus                             | stattlicher zweigeschossiger Satteldachbau mit Gesimsgliederung, Ladeluken und Kranbalken, 1736 | D-7-78-216-4 | Gasthaus                          |
| Pfarrgasse 1 (Standort)          | Ehemaliges katholisches Pfarrhaus    | zweigeschossiger, kubischer Bau mit Mezzanin, Putzgliederungen und Flachwalmdach, 1872 | D-7-78-216-6 | Ehemaliges katholisches Pfarrhaus |

## Ehemalige Baudenkmäler
In diesem Abschnitt sind Objekte aufgeführt, die früher einmal in der Denkmalliste eingetragen waren, jetzt aber nicht mehr. Objekte, die in anderem Zusammenhang also z. B. als Teil eines Baudenkmals weiter eingetragen sind, sollen hier nicht aufgeführt werden. Aktennummern in diesem Abschnitt sind ehemalige, jetzt nicht mehr gültige Aktennummern.

| Lage                                                           | Objekt      | Beschreibung                           | Akten-Nr.    | Bild        |
| -------------------------------------------------------------- | ----------- | -------------------------------------- | ------------ | ----------- |
| Wiedergeltingen Stockheimer Straße (bei der Kirche) (Standort) | Mariensäule | ursprünglich 1901 errichtet, Figur neu | D-7-78-216-5 | Mariensäule |